# Papilio brevicauda
Papilio brevicauda ist ein Schmetterling (Tagfalter) aus der Familie der Ritterfalter (Papilionidae).

## Beschreibung

### Falter
Die Flügelspannweite der Falter beträgt 57 bis 73 Millimeter. Alle Flügel haben eine schwarze Grundfarbe. Auf der Oberseite der Flügel befindet sich eine doppelte Reihe von gelben Flecken, die zuweilen auch in orange Tönungen übergehen und deren innere Reihe aus deutlich größeren Flecken gebildet wird. Die Hinterflügel zeigen eine bläuliche Fleckenreihe zwischen den gelben Flecken sowie einen rötlichen, schwarz gekernten Augenfleck. Arttypisch sind die kurzen Schwänzchen, die der Art im englischen Sprachgebrauch den Namen Short-tailed Swallowtail (Kurzschwänziger Schwalbenschwanz) verliehen hat, die sie von anderen, sonst zeichnungsähnlichen Arten unterscheidet und sie praktisch unverwechselbar macht. Die Unterseite der Hinterflügel weist alle Merkmale der Oberseite an den gleichen Stellen auf, die Flecken der Reihen sind jedoch größtenteils orange gefüllt.

### Ei
Die kugelrunden Eier sind cremefarben und mit einem rotbraunen Ring auf der Oberseite versehen. Sie werden einzeln an den Blättern einer Nahrungspflanze abgelegt.

### Raupe

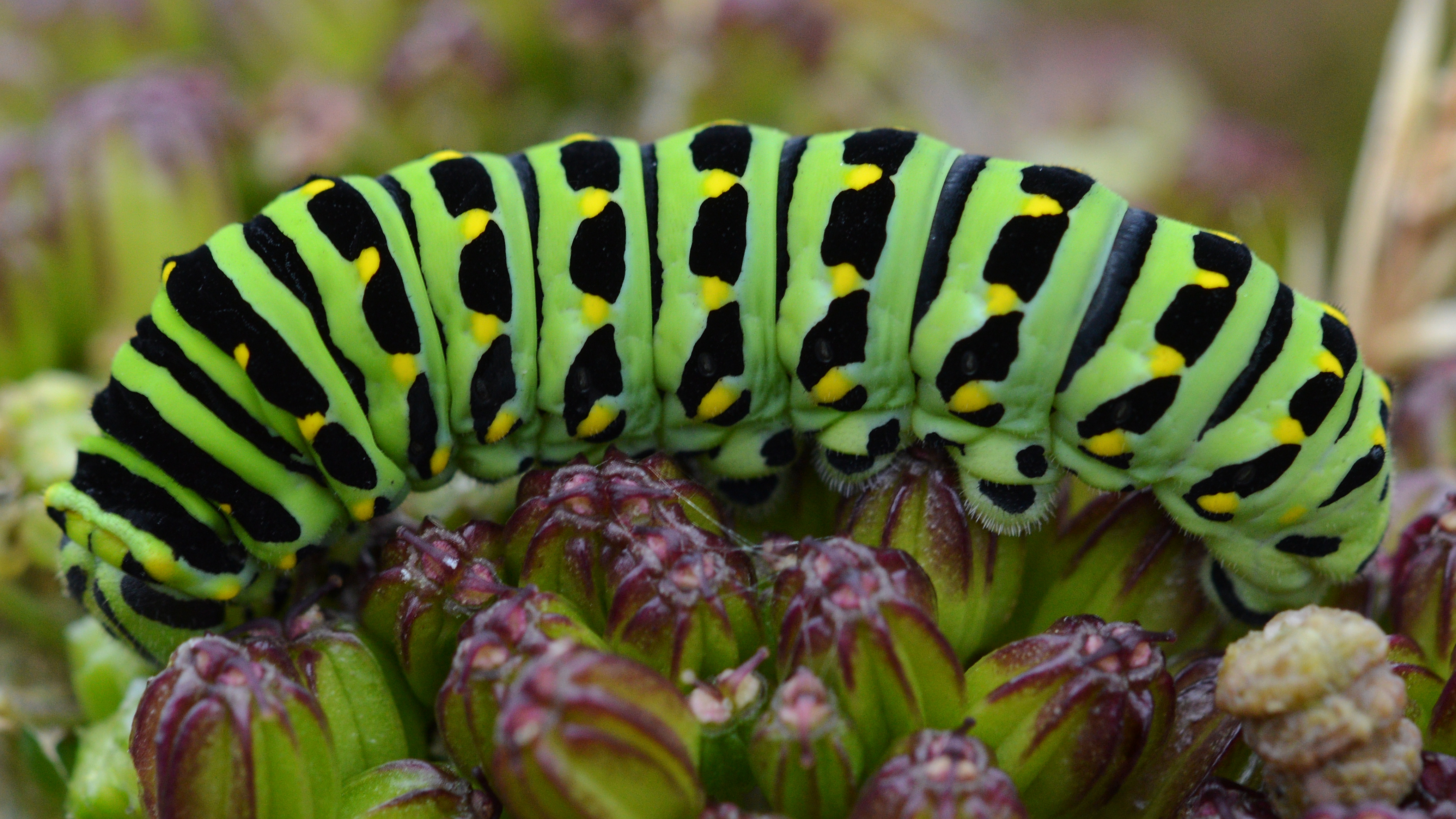
Papilio brevicauda, Raupe

Jüngere Raupen haben eine bräunliche Farbe und sind mit einigen cremefarbenen Flecken versehen. Sie versuchen sich durch diese Vogelkot-Mimese vor Fressfeinden zu schützen. Ausgewachsene Raupen sind gelbgrün bis kräftig grün gefärbt und tragen mehrere schwarze Querstreifen, die mit mehreren gelben Punkten versehen sind.

### Puppe
Die Gürtelpuppe ist farblich je nach Region des Vorkommens in allen Abstufungen zwischen Grün und Schwarz variabel.

### Ähnliche Arten
Bezüglich der Zeichnungselemente auf den Flügeln ist Papilio polyxenes eine ähnliche Art, unterscheidet sich aber durch die längeren Schwänze an den Hinterflügeln und besiedelt überwiegend östliche, mittlere und südliche Gebiete der USA.

## Verbreitung und Lebensraum

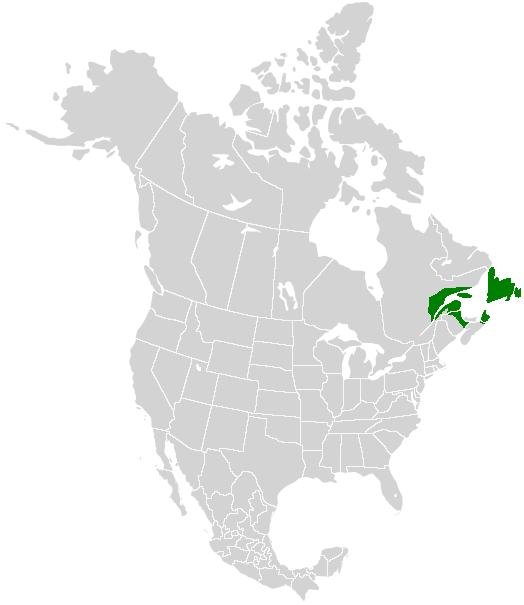
Verbreitungsgebiet von Papilio brevicauda

Papilio brevicauda kommt nur in einigen östlichen kanadischen Provinzen vor. Die Art lebt bevorzugt in Küstengebieten, offenen Landschaften und gelegentlich auch in Gartenanlagen.

## Lebensweise
Die Falter fliegen in einer Generation pro Jahr im Juni und Juli. Sie besuchen zur Nektaraufnahme gerne verschiedene Blüten oder nehmen Flüssigkeit und Mineralstoffe an feuchten Erdstellen auf. Die Raupen ernähren sich von den Blättern verschiedener Doldenblütlern (Apiaceae), insbesondere von Ligusticum scothicum. Zu den weiteren Nahrungspflanzen zählen Coelopleurum lucidum, Heracleum lanatum, Angelica atropurpurea, Pastinak (Pastinaca sativa), Conioselinum chinense, Karotten (Daucus carota subsp. sativus), Petersilie  (Petroselinum crispum) und Echter Sellerie (Apium graveolens). Die Puppe überwintert.

## Unterarten
Folgende Unterarten werden unterschieden:
- Papilio brevicauda brevicauda Saunders, 1869; Neufundland, Labrador und Anticosti
- Papilio brevicauda bretonensis McDunnough, 1939; Cape Breton Island, New Brunswick
- Papilio brevicauda gaspeensis McDunnough, 1934; Québec